# Хамза Хамид-паша
Тевкии Хамза́ Хами́д-паша (тур. Tevkii Hamza Hâmid Paşa; ум. 1770) — великий визирь Османской империи с 8 апреля по 1 ноября 1763 года.

## Биография
Хамза Хамид-паша согласно «Исламской энциклопедии» родился в Стамбуле в семье Ахмеда-аги, торговца из Девелихисара. В молодые годы Хамид-паша поступил на службу к реис-уль-кюттабу Сулейману-эфенди, а с 1731 года был на службе у Мехмеда Рагыпа-паши. В 1755 году Хамза Хамид-паша был назначен реис-уль-кюттабом; в 1756 году его назначили дефтердаром.
После того, как Мехмед Рагып-паша стал великим визирем, Хамза Хамид-паша был назначен кетхюдой, а затем служил на должностях рузнамчеджи (чиновник, который вёл бухгалтерию) и чавуш-баши. В 1761 году Хамид-паша получил звание визиря, затем был нишанджи (заведующий государственной канцелярией) и санджак-беем Салоники, но в санджак не поехал.
Во время болезни Мехмеда Рагыпа-паши был назначен доверенным лицом великого визиря и исполнял его обязанности. После смерти Мехмеда Рагыпа-паши Хамза Хамид-паша 8 апреля 1763 года был назначен на должность великого визиря. Находясь в этой должности, Хамза Хамид-паша отклонил предложение короля Пруссии Фридриха II о союзе с Османской империей против Австрии и России. В этот период не произошло никаких значимых событий внутри империи. 1 ноября 1763 года Хамза Хамид-паша был уволен с должности великого визиря, возможно это было связано с его нерешительностью в государственных делах. Его имущество не было конфисковано из-за благосклонности к нему султана Мустафы III, который оказал ему помощь в покрытии долгов.
После увольнения Хамза Хамид-паша служил губернатором Кандие, мухассыллом (сборщиком налогов) Мореи и мухафызом Ханьи. В июне 1768 года Хамид-паша был назначен губернатором Крита, в июле 1769 года губернатором Джидды и Хабеша. Скончался в 1770 году в долине Арафат во время паломничества в Мекку, в которой и был похоронен согласно своему завещанию.